# Herb gminy Książki
Herb gminy Książki – jeden z symboli gminy Książki, ustanowiony 29 stycznia 2014. 

## Wygląd i symbolika
Herb przedstawia na tarczy  w polu czerwonym snopek zboża ozdobnie upięty złoty (uszczerbione godło Wazów) ponad falą srebrną.